# Britany Cardenas
Britany Lizbeth Cardenas Cepeda (San Pedro Garza García, Nuevo León; 8 de septiembre del 2002) es una futbolista mexicana. Juega como delantera en Tigres de la Primera División Femenil de México.

## Clubes
| Club        | País   | Año           |
| ----------- | ------ | ------------- |
| Tigres UANL | México | 2019-Presente |